# Károly József osztrák főherceg
Habsburg Károly József főherceg, németül: Karl Joseph von Österreich, ragadványnevén „Utószülött Károly” (Karl der Postume), (Graz, 1590. augusztus 7. – Madrid, 1624. december 28.), II. Károly főhercegnek, Belső-Ausztria uralkodójának legifjabb gyermeke, I. Ferdinánd császár unokája, a Wrocławi érsekség hercegpüspöke (Fürstbischof), Brixen püspöke, 1619-től haláláig a Német Lovagrend nagymestere. 1621-től bátyjától, II. Ferdinánd német-római császártól megkapta Glatz Grófságát, egy Csehország koronájához tartozó hűbérbirtokot.

## Élete

### Származása
Károly József főherceg 1590. augusztus 7-én született Grazban. Édesapja a Habsburgok stájerországi ágából való II. (Stájer) Károly főherceg (1540–1590) volt, Belső-Ausztria (Stájerország, Karintia és Krajna) uralkodó hercege , I. Ferdinánd német-római császár és magyar király fia. Édesanyja Mária Anna bajor hercegnő (1551–1608), V. Albert bajor herceg leánya. Felnőttkort elért testvérei:
- Anna (1573–1598), 1592-től III. Zsigmond lengyel király első felesége
- Mária Krisztierna (1574–1621), 1595-től Báthory Zsigmond erdélyi fejedelem felesége
- II. Ferdinánd (1578–1637), német-római császár, magyar és cseh király
- Eleonóra (1582–1620) apáca
- Miksa Ernő (1583–1616)
- Margit (1584–1611), III. Fülöp spanyol király felesége
- Lipót (1586–1632), Passau és Straßburg püspöke, 1609-től V. Lipót néven Tirol hercegesített grófja
- Konstancia (1588–1631), 1605-től III. Zsigmond lengyel király felesége
- Mária Magdolna (1589–1631), 1608-tól II. Cosimo de’ Medici toszkánai nagyherceg felesége.

Két hónappal apjáénak halála után született, ezért gyakran „Utószülött Károly” (Karl der Postume) néven emlegették. Szülei egyházi pályára szánták, kisgyermekkorától kezdve erre nevelték, és szinte születésének percében kinevezték Passau, Salzburg, Trient és Brixen kanonokjává. Nevelését és taníttatását Jakob Eberlein irányította, aki később, 1615-ben Seckau püspöke lett.

### Egyházfejedelmi működése

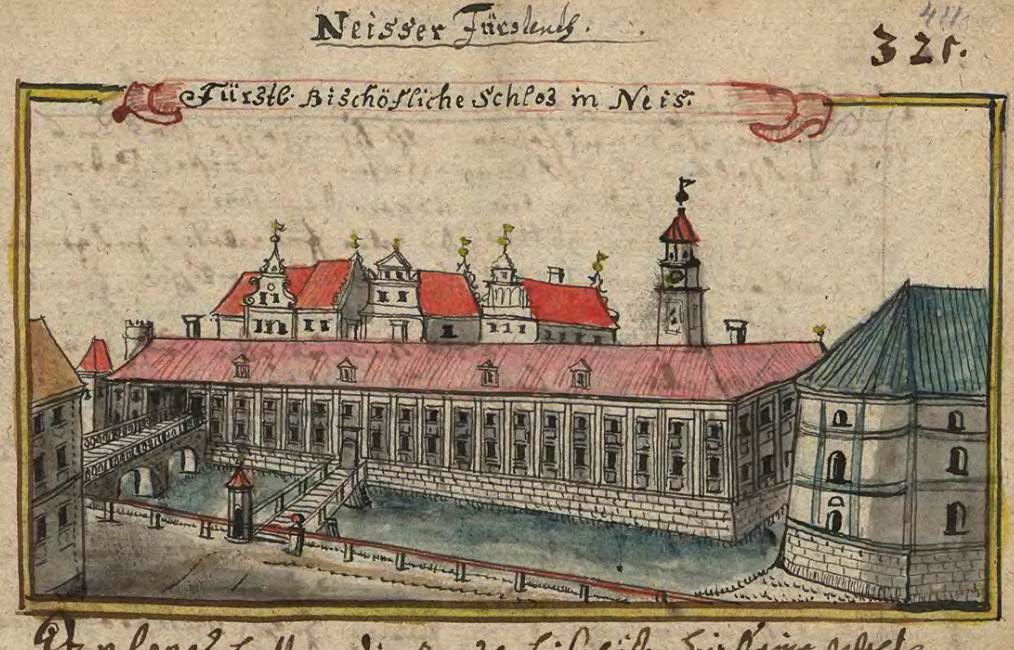
A neisse-i (nysai) püspöki palota (18. századi rajz)

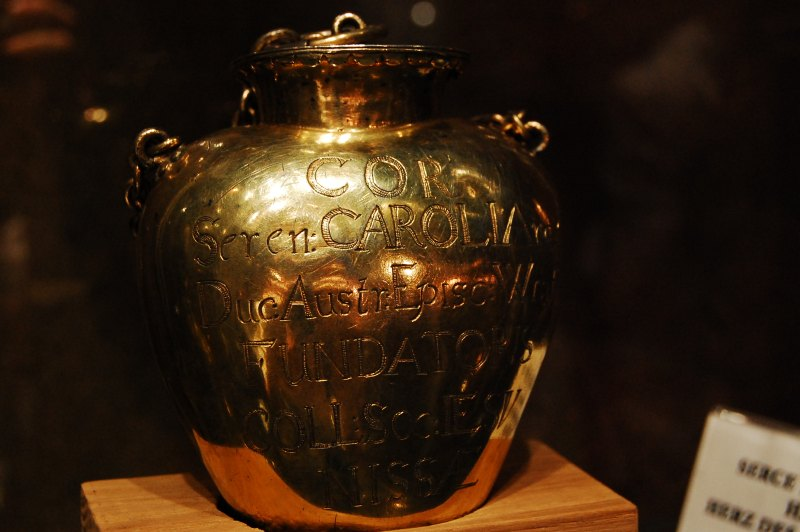
Károly szívurnája Neissében (Nysa)

Károly József főherceget 18 éves korában, 1608. július 7-én Breslau püspökévé választották. December 14-én ünnepélyesen bevonult a városba, Lavant püspökének, Georg Stobäus von Palmburg kíséretében. A fiatalember mellé tanácsadóként Johann Jakob von Lamberget, Gurk püspökét rendelték, udvarmesteri rangban. 1613-ban kinevezték még Brixen püspökévé is. Mivel Károly József herceg-püspöki rezidenciáját a sziléziai Neisse (a Neissei Grófság székhelyén) városában rendezte be, a Brixeni Püspökség igazgatására egy püspöki adminisztrátort rendeltek ki.
Az újdonsült herceg-püspököt csak évekkel kinevezése után, 1615-ben szentelték pappá, és 1619-ben szentelték püspökké, mivel a korábbi püspökké választások időpontjaiban még nem érte el a felszenteléshez előírt életkort.
Ugyanebben az évben, 1619-ben megválasztották a Német Lovagrend nagymesterévé, az előző évben elhunyt unokafivére, III. Miksa főherceg, Tirol hercegesített grófja utódaként.
Breslaui püspökségének átvételekor (1608-ban) Károly főherceg számára egy mélyen hívő katolikus személy számára visszatetsző politikai és vallási körülményekkel szembesült Sziléziában. Az ekkor uralkodó II. Rudolf császár, aki szintén Károly József unokafivére volt, 1609. július 9-én felséglevelet bocsátott ki, melyben biztosította a vallásszabadságot a Cseh Királyság területén. Ennek érvénye kiterjedt a sziléziai evangélikus fejedelmekre és rendekre is. Károly József herceg-püspök erélyesen tiltakozott felséges unokabátyjánál emiatt, de sikertelenül. Méltóságán újabb csorba esett a tartományi elöljáró (Landeshauptmann) megválasztásakor, mert a sziléziai rendek – az addigi szokástól eltérve – nem a herceg-püspöknek adták ezt a méltóságot, hanem hanem Adam Wenzelnek, Teschen hercegének. 1609 karácsonyán Wenzel a sziléziai rendek közül elsőként tért át katolicizmusra (áttérését 16010 tavaszáig titokban tartották). A sziléziai fejedelmi gyűlésben (Fürstentag) csupán Károly József püspök és Adam Wenzel herceg, a tartományi elöljáró voltak katolikusok. A herceg azután a püspök erős támasza lett az sziléziai ellenreformáció könyörtelen végrehajtásában.
1619-ben, a harmincéves háború kitörése után a sziléziai rendek a protestáns V. Frigyes pfalzi választófejedelmet ismerték el Csehország királyának. Károly főherceg Neissében nem érezhette magát biztonságban, ezért először sógorához, III. (Vasa) Zsigmond lengyel királyhoz menekült, majd saját (másik) püspökségébe, a tiroli Brixenbe utazott. A protestáns cseh rendek fehérhegyi veresége (1620) után a főherceg ismét visszatért Neissébe, itt 1622-ben egy jezsuita gimnáziumot alapított (Gymnasium Carolinum). Egyetemet és konviktust (diákotthont) is tervezett alapítani a városban, de erre 1624-ben bekövetkezett halála miatt nem került sor.
Bátyja, II. Ferdinánd császár neki adományozta a Glatzi Grófságot, amely a cseh korona hűbérbirtoka volt. A császár az adományozást már 1621. október 1-jén megtette, amikor a grófság még a protestáns felkelők oldalán dacolt a császáriakkal. A császári csapatok 1622. október 28-án bevonultak a grófságba. Novemberben Károly főherceg fogadta a rendek hódolatát, és átadta a tartomány igazgatását az általa kijelölt elöljárónak, Philipp Rudolf von Liechtenstein-Kastelkorn grófnak. Ezután erőteljesen nekilátott a grófság rekatolizálásának, ahogy korábban Neissében is tette. Az evangélikus prédikátorokat és tanítókat elűzte, a protestáns nemeseket, városokat és a harmadik rend kiváltságos tagjait (Freirichter-eket) birtokelkobzással büntette. A fennhatósága alá került tartományok protestáns alattvalóinak választás elé állította: vagy áttérnek katolikusnak, vagy elhagyják az országot.

### Halála
1624-ben Károly főherceg IV. Fülöp spanyol király meghívására Madridba utazott. Fülöp azt tervezte, Károlyt kinevezi Portugália spanyol alkirályává. Károly főherceg azonban röviddel Madridba érkezése után megbetegedett és még az év decemberének végén meghalt. Testét az Escorial kolostorában helyezték örök nyugalomra. Szívét (még életében kifejezett kívánságának megfelelően) egy aranyozott urnában a neissei Szűz Mária jezsuita templomban helyezték el, ahol minden év november 4-én, Károly főherceg névadójának és védőszentjének, Borromeo Szent Károlynak emléknapján nyilvános megtekintésre bocsátják.